# Museu Náutico
O Museu Náutico está instalado no armazém 4 do porto velho da cidade de Rio Grande (Rio Grande do Sul) e pertence à Fundação Universidade do Rio Grande.
O Museu Náutico foi inaugurado no dia 9 de abril de 2003, e revitalizado em 13 de junho de 2007, com o intuito de destacar a cidade de Rio Grande como uma cidade histórica e marítima e realçar a íntima relação dela com o mar e com estuário da Laguna dos Patos. Pretende preservar e divulgar a cultura náutica e valorizar e dignificar a atividade daqueles que vivem do mar.
Seu acervo é formado por embarcações, equipamentos de navegação, pesca e sinalização náutica, mapas, maquetes de navios, fotografias, documentos, indumentárias e armaria.
Entre as peças de seu acervo, um navio de guerra utilizado pela Marinha está na área das embarcações do museu. Incorporado à Marinha do Brasil em 1955, a corveta Imperial Marinho consegue transportar até 900 toneladas e possui enorme poder bélico com metralhadoras e canhões. Além disso, mede 56 metros de comprimento, podendo abrigar até 64 marinheiros. O navio está aberto à visitação do público desde agosto de 2015, tornando Rio Grande a terceira cidade a possui um navio-museu no país, atrás apenas de Rio de Janeiro e Belém.